# Волховська оперативна група
Волховська оперативна група (рос. Волховская оперативная группа) — оперативна група радянських військ, що діяла на волховському напряму у складі Ленінградського фронту за часів Другої світової війни. Створена 23 квітня 1942 року шляхом переформування Волховського фронту з підпорядкуванням Ленінградському фронту. Брала участь в обороні Ленінграда під час блокади, обороняючись на любанському напрямку.

## Формування Волховської оперативної групи
| № | Назва                       | Сформована                   | У складі             | Час існування             | Бойовий шлях битви, операції, бої | Бойовий шлях битви, операції, бої | Склад                                                                      | Подальша доля                    | Командувачі |
| № | Назва                       | Сформована                   | У складі             | Час існування             | Оборонні                          | Наступальні                       | Склад                                                                      | Подальша доля                    | Командувачі |
| - | --------------------------- | ---------------------------- | -------------------- | ------------------------- | --------------------------------- | --------------------------------- | -------------------------------------------------------------------------- | -------------------------------- | ----------- |
| 1 | Волховська оперативна група | з військ Волховського фронту | Ленінградський фронт | 23 квітня — 9 червня 1942 | Ленінград                         | Ленінград → Любанська             | 2-га УдА, 4-та, 8-ма, 54-та, 52-га, 59-та ЗА, 4-й гв.ск, 6-й гв.ск 13-й кк | перетворена на Волховський фронт | Хозін М. С. |